# Fotja de lligacames
La fotja de lligacames (Fulica armillata) és una espècie d'ocell de la família dels ràl·lids (Rallidae) que habita llacs i rius de la zona meridional de Sud-amèrica, a Xile, el Paraguai, Uruguai, sud-est del Brasil i Argentina fins Terra del Foc.